# Teófilo Allain
Teófilo Allain Alvarez (Tarma, 1913 - Lima, 5 de enero de 1976) fue un pintor, grabador, muralista y profesor peruano. 

## Biografía
Teófilo Allain nació en Tarma (Junín), en el año 1913. Fue hijo del matrimonio entre don Lorenzo Allain y doña Victoria Alvarez. Estudió en la Escuela Nacional de Bellas Artes del Perú hasta 1930 cuando egresó con Medalla de Oro. Concurrió al Primer Salón de los Independientes de Lima en 1937. Ilustró el libro Centenario del poeta Luis Benjamín Cisneros en 1939. Desde los años treinta expuso en Santiago de Chile, Buenos Aires, Montevideo, Viña del Mar y Lima.En 1940 se hace acreedor del primer premio de la Exposición de Viña del Mar y medalla de oro de la Municipalidad de Lima ese mismo año.Con su propio peculio sostiene una escuela de Arte Popular, cuya muestra dio a conocer en 1940.
El 16 de noviembre de 1943 en la ciudad de Cuzco, Teófilo Allain contrae matrimonio con Celia Chambi López, hija del fotógrafo cuzqueño Martín Chambi. A partir de 1949 formó parte del cuerpo docente en la Escuela Nacional de Bellas Artes del Perú como profesor en dibujo y pintura hasta 1956, en que recibe una beca del Gobierno Español para proseguir estudios en España. Ese mismo año viaja a Madrid para realizar estudios en la Real Academia de San Fernando y en la Escuela de Grabado del Museo del Prado. En su estadía en España, realizó una exhibición de su arte indigenista en óleos, acuarelas, grabados y litografías en el Instituto de Cultura Hispánica, cuyo mayor interés reside en la descripción de paisajes, tipos y costumbres populares.
Allain trabajó el grabado en la técnica de la xilografía, pegado a las tradiciones europeas, inspirado en temas peruanos como las escenas portuarias y aspectos de la vida costeña inicialmente para después profundizar en el indigenismo del Cuzco y los temas sociales.  En 1954 recibió el encargo del gobierno peruano del General Manuel Odria, para que pintara dos murales al fresco, en el Refectorio Escolar Alberto Secada de la calle Miller en el puerto del Callao.Como grabador participa en numerosas exposiciones colectivas. 
Falleció en el 5 de enero de 1976, a la edad de 63 años en la ciudad de Lima.